# NGC 4194
NGC 4194 é uma galáxia irregular (IBm/P) localizada na direcção da constelação de Ursa Major. Possui uma declinação de +54° 31' 35" e uma ascensão recta de 12 horas, 14 minutos e 09,7 segundos.
A galáxia NGC 4194 foi descoberta em 2 de Abril de 1791 por William Herschel.